# Nathan Bor
Nathan Bor est un boxeur américain né le 1er mars 1913 à Fall River, Massachusetts, et mort le 13 juin 1972 à New Bedford, Massachusetts.

## Carrière
Champion des États-Unis de boxe amateur en 1932 dans la catégorie poids légers, il remporte la même année la médaille de bronze aux Jeux de Los Angeles toujours en poids légers. Après avoir battu Harry Mizler, Bor s'incline en demi-finale contre le suédois Thure Ahlqvist. Il passe professionnel quelques mois plus tard mais sans gagner le moindre titre.

## Palmarès

### Jeux olympiques
- Jeux olympiques de 1932 à Los Angeles[1] (poids légers)